# Amnirana longipes
Amnirana longipes es una especie de anfibio anuro de la familia Ranidae. Se encuentra en Camerún. Se encuentra amenazada de extinción por la pérdida de su hábitat natural.